# Date A Live (mùa 5)
Mùa thứ năm của loạt anime Date A Live, tiêu đề Date A Live V, được Geek Toys sản xuất và Nakagawa Jun đạo diễn, chuyển thể từ tập 17 đến tập 19 của bộ light novel cùng tên. Tương tự như các mùa trước của loạt phim, câu chuyện xoay quanh những cuộc phiêu lưu của Itsuka Shido và các tinh linh, những thực thể siêu nhiên dưới hình dạng các cô gái. Họ đã phải lòng Shido, và cùng nhau hợp tác để bảo vệ các tinh linh khỏi những kẻ coi họ là mối đe dọa cần phải đánh bại hoặc muốn lợi dụng họ. Mùa năm được công chiếu từ ngày 10 tháng 4 đến ngày 26 tháng 6 năm 2024. Nhạc chủ đề mở đầu là "Paradoxes" do Tomita Miyu trình bày, nhạc chủ đề kết thúc là "Hitohira" do sweet ARMS trình bày.

## Danh sách tập
| TT. tổng thể | TT. trong mùa phim | Tiêu đề | Đạo diễn          | Biên kịch      | Kịch bản phân cảnh             | Ngày phát hành gốc  | Ct.   |
| --- | ------------------ | --- | ----------------- | -------------- | ------------------------------ | ------------------- | ----- |
| 47 | 1                  | "Khởi đầu cuộc chiến" Chuyển ngữ: "Kaisen no Noroshi" (tiếng Nhật: 開戦の狼煙)                                | Arimoto Jirō      | Shimo Fumihiko | Nishikata Yasuto               | 10 tháng 4 năm 2024 | [ 4 ] |
| Tạm thời nhốt Phantom vào vương quốc bóng tối, Kurumi và đội quân nhân bản của cô chuẩn bị gây chiến với DEM. Cùng lúc đó, Westcott và lực lượng của anh ta biết rằng Kurumi đang can thiệp vào kế hoạch tiêu diệt Shido của họ nên đã chuẩn bị giết cô và Shido cùng lúc. Trong khi đó, Shido đã kể tất cả những gì anh biết được từ Kurumi cho các Tinh linh và Ratatoskr. Các đồng minh của Shido đồng ý rằng, bất kể điều gì xảy ra, họ không thể giao sức mạnh Tinh linh của Shido vì họ không biết liệu Kurumi có khả năng đánh bại Tinh linh Khởi nguyên với sức mạnh đó hay không. Mukuro đề nghị sử dụng Michael để mở khóa ký ức của Shido về Tinh linh Khởi nguyên, nhưng anh không thể nhớ bất cứ điều gì ngoài một hình ảnh mờ nhạt về Phantom và nỗ lực này khiến anh suy sụp. Khi tỉnh dậy, anh và Kotori đồng ý không sử dụng Michael lên Mana, vì họ sợ rằng cô ấy sẽ nhớ lại vết thương lòng trong quá khứ khi bị DEM thí nghiệm, giống như đã xảy ra với Nia. Ngày hôm sau, một trong những bản sao của Kurumi, hoạt động độc lập với chủ nhân của mình, thông báo cho Shido và Kotori rằng DEM đang lên kế hoạch cho một cuộc tấn công quy mô lớn vào Ratatoskr. Do đó, Kotori đề nghị họ nên đối đầu trực tiếp với DEM, một kế hoạch mà Woodman cũng đồng ý, và Nia đề nghị rằng bất cứ kế hoạch nào của họ đều được giữ bí mật, tránh việc Westcott sẽ biết về nó thông qua Beelzebub. Bản sao độc lập của Kurumi quay trở lại Kurumi nguyên bản, chờ đợi việc sẽ bị xử tử vì đã không tuân lệnh, nhưng Kurumi nguyên bản cho phép cô sống, trong khi Kurumi nguyên bản tiếp tục chuẩn bị cho chiến tranh. Trong khi đó, Origami và Mana đi đến trụ sở AST, nơi họ nói với Đội trưởng Kusakabe, Mikie và Mildred về sự tồn tại của Ratatoskr và yêu cầu họ không tuân theo mệnh lệnh của DEM khi trận chiến bắt đầu. Tuy nhiên, Kusakabe quyết định tuân theo cấp trên của mình, ngay cả khi điều đó có nghĩa là chống lại Origami, người yêu cầu cô ở phía sau trong cuộc chiến và thậm chí còn tiết lộ mình là một Tinh linh. |                    | |                   |                |                                |                     |       |
| 48 | 2                  | "Kỳ nghỉ cuối cùng" Chuyển ngữ: "Saigo no Kyūsoku" (tiếng Nhật: 最後の休息)                                   | Watanabe Masahiko | Shimo Fumihiko | Matsuzono Hiroshi              | 17 tháng 4 năm 2024 | [ 4 ] |
| Các Tinh linh chuẩn bị đồ ăn nhẹ cho Shido và cho nhau trước trận chiến sắp tới với DEM. Như một hình thức chuẩn bị về mặt tinh thần, các Tinh linh cố tình làm bữa ăn với những nguyên liệu mà họ rõ ràng không thích, do đó gặp khó khăn trong việc dùng bữa ăn của chính mình. Tối hôm đó, Tohka nói chuyện với Shido về tình cảm của chính anh dành cho Kurumi và anh thừa nhận rằng anh cảm thấy bất an về cách mình đang cố gắng cứu Kurumi. Nếu họ ngăn cản Kurumi đối đầu với Tinh linh Khởi nguyên, cô có thể mất cơ hội duy nhất để cứu bạn mình. Tohka thừa nhận rằng cô cảm thấy tội lỗi vì tất cả những nguy hiểm mà Shido phải đối mặt vì lợi ích của các Tinh linh và thừa nhận cô cảm thấy rằng có lẽ sẽ tốt hơn nếu họ chưa bao giờ gặp Shido, vì khi đó Shido không phải trải qua tất cả những khó khăn này. Tuy nhiên, Shido nói rằng anh rất vui vì đã gặp được các Tinh linh và họ đã thành một phần trong cuộc sống của anh. Ngày hôm sau, Ratatoskr đối đầu với hạm đội của DEM trên bầu trời Thành phố Tengu, trong khi người dân phải trú ẩn sau khi được cảnh báo về một trận không gian chấn. Để tăng cơ hội chiến thắng, Kotori yêu cầu các Tinh linh tham gia trận chiến, trong khi Origami và Mana suy luận rằng Realizer của DEM đã được lập trình để đồng bộ hóa với hoạt động não của Artemisia Ashcroft, một trong những Pháp sư hàng đầu của DEM, vì vậy nếu họ bắt được cô ấy, họ có thể tìm cách tắt chúng đi. MARIA, trí tuệ nhân tạo của tàu Fraxinus, cũng cho rằng Shido có thể vô hiệu hóa quân đội Nibelcolle, nhưng để làm được điều đó, anh sẽ phải ra chiến tuyến và Shido đồng ý với ý kiến này. Soái hạm của DEM, với Westcott và Ellen trên tàu, triển khai đội quân Bandersnatch chống lại Fraxinus, nhưng lại bị tấn công bởi các bản sao của Kurumi. |                    | |                   |                |                                |                     |       |
| 49 | 3                  | "Tinh linh hồi sinh" Chuyển ngữ: "Seirei no Fukkatsu" (tiếng Nhật: 精霊の復活)                                | Nakagawa Jun      | Shimo Fumihiko | Sano Takashi                   | 24 tháng 4 năm 2024 | [ 4 ] |
| Khi trận chiến diễn ra, các Tinh linh tham gia vào chiến trường, đúng lúc AST đến và được DEM yêu cầu hỗ trợ lực lượng của họ. Yoshino và Mukuro bảo vệ Kusakabe và đội của cô khỏi việc bị tấn công bởi vũ khí của DEM, và Kusakabe nhận ra rằng DEM đang có ý định sử dụng họ làm bia đỡ đạn. AST đứng về phía Ratatoskr; Origami và Mana vui mừng vì điều này. Ellen và Artemisia tham gia trận chiến và Woodman muốn chặn họ, ngay cả khi điều đó đồng nghĩa với việc khiến mạng sống của anh gặp nguy hiểm. Trong nỗ lực ngăn cản anh, Karen, trợ lý của anh, thừa nhận cô yêu anh và đề nghị rằng có lẽ họ nên chạy trốn khỏi trận chiến và lập gia đình ở một nơi khác. Woodman lịch sự từ chối cô và kích hoạt đơn vị Realizer cá nhân của anh, giúp đảo ngược tuổi tác của anh và biến anh trẻ trở lại, để anh có thể chiến đấu ngang ngửa với Ellen. Tohka, Kaguya và Yuzuru đánh lạc hướng đội quân Nibelcolle đủ lâu để Shido đến chiến trường và thực hiện kế hoạch của MARIA nhằm ngăn chặn các Nibelcolle. Anh bắt đầu thể hiện tình cảm với các Nibelcolle, chẳng hạn như hôn gió và thậm chí hôn trực tiếp. Các Nibelcolle tràn ngập cảm xúc, biến trở lại thành những mảnh giấy vô hại. MARIA đã đưa ra giả thuyết rằng, vì chúng được tạo ra từ cảm xúc của Nia nên chúng phải cư xử giống hệt như một người bình thường. Shido cuối cùng cũng gặp lại Kurumi, người vẫn muốn hấp thụ sức mạnh tinh linh của Shido, để cô ấy có thể tiêu diệt Tinh linh Khởi nguyên và ngăn chặn việc tạo ra các Tinh linh ngay từ đầu, nhưng Shido không muốn điều đó xảy ra, vì nó có nghĩa là Shido sẽ không bao giờ gặp được các Tinh linh, bao gồm cả Kurumi. Anh đề xuất rằng anh sẽ đối đầu với Tinh linh Khởi nguyên thay cho Kurumi và viết lại lịch sử để đảm bảo một tương lai hạnh phúc cho mọi người. Bản sao độc lập của Kurumi hy sinh bản thân để chủ nhân của cô và Shido có thể đánh bại tất cả các Nibelcolle, nhưng đột nhiên, Takamiya Mio, Tinh linh Khởi nguyên, nổi lên từ ngực Kurumi, khiến cô bị thương nặng trong quá trình này. |                    | |                   |                |                                |                     |       |
| 50 | 4                  | "Tinh linh Khởi nguyên" Chuyển ngữ: "Shigen no Seirei" (tiếng Nhật: 始原の精霊)                               | Hanagami Shōgo    | Shimo Fumihiko | Morimoto Ikuo                  | 1 tháng 5 năm 2024  | [ 4 ] |
| Ba mươi năm trước, Tinh linh Khởi Nguyên xuất hiện ở thành phố Tenguu và tình cờ gặp Takamiya Shinji, anh đã đưa cô về nhà anh. Anh giải thích tình hình cho em gái Mana, cô đã đồng ý để Tinh linh ở lại, và Shinji đặt tên cho cô ấy là "Takamiya Mio". Mio không có ký ức về việc mình là ai hay đến từ đâu, nhưng cô nhanh chóng học cách giao tiếp và anh em Takamiya chấp nhận cô như một phần của gia đình họ. Shinji và Mio dành nhiều thời gian bên nhau và bắt đầu có tình cảm với nhau. Sau khi thắng được một con gấu bông trong trò chơi gắp thú cho Mio, Shinji lấy hết can đảm để ngỏ lời hẹn hò với cô và Mio chấp nhận mặc dù cô không hiểu cuộc hẹn hò là gì, vì vậy Mana gọi cho bạn của Mana là Homura Haruko (sau này là mẹ của Kotori) để được giúp đỡ trong việc chuẩn bị giúp Mio cho buổi hẹn hò của cô. Cuộc hẹn bắt đầu vào ngày hôm sau, Shinji đưa Mio đi dạo trên bãi biển. Tuy nhiên, vào buổi chiều, Shinji và Mio bị truy đuổi bởi người của Westcott, họ đang cố bắt Mio. Woodman lúc trẻ thấy Mio hạnh phúc với Shinji đã giúp họ trốn thoát, nhưng Westcott cho biết hắn đã bắt được Mana và hắn chỉ thả Mana ra nếu Mio đi cùng hắn. Mio sẵn sàng đi cùng Westcott, nhưng Shinji từ chối tin vào Westcott và cố gắng trốn thoát cùng Mio, nhưng Westcott đã giết anh bằng một khẩu súng. Kinh hoàng trước điều đó, Mio gây ra một trận không chấn tàn phá một phần nhỏ thành phố, nhưng Westcott đã trốn thoát bằng phép dịch chuyển tức thời. Sau đó, cô hấp thụ cơ thể bất động của Shinji vào cơ thể của mình, hứa sẽ tái tạo anh và không bao giờ để anh đi. |                    | |                   |                |                                |                     |       |
| 51 | 5                  | "Người mẹ hư không" Chuyển ngữ: "Hahanaru Mio" (tiếng Nhật: 母なる零)                                         | Arimoto Jirō      | Shimo Fumihiko | Ichii Ippei                    | 8 tháng 5 năm 2024  | [ 4 ] |
| Kế hoạch hồi sinh Shinji của Mio liên quan đến việc nuôi dưỡng Shinji trong bụng cô và biến anh thành Tinh linh giống cô. Tuy nhiên, cô biết rằng cơ thể con người của Shinji sẽ không thể chịu được nhiều sức mạnh như vậy, vì vậy cô bắt đầu phân chia sức mạnh của mình cho những cô gái sau này trở thành Tinh linh, để Shinji, người sẽ tái sinh thành Shido, hấp thụ sức mạnh đó và sẽ giống như Mio. Ở hiện tại, Kurumi chết vì bị thương, Mio lấy tinh thể Sephira từ Kurumi và khôi phục ký ức của Shido từ kiếp trước, xác nhận rằng Shinji và Shido là cùng một người. Trên tàu Fraxinus, Reine tiết lộ mình chỉ là một phần khác của Mio, được cử đến để quan sát quá trình thu thập sức mạnh của các Tinh linh của Shido. Mio và Reine kết hợp thành một người duy nhất, người muốn Shido cùng cô bên nhau mãi mãi. Tuy nhiên, Shido kinh hoàng khi chứng kiến mức độ nhẫn tâm của Mio để phục vụ mục tiêu của cô; Tohka, Kaguya và Yuzuru cố gắng bảo vệ anh, nhưng Mio đã dịch chuyển anh đến một nơi trú ẩn dưới lòng đất cùng với các học sinh khác của trường trung học Raizen để ngăn anh khỏi bị thương. Mio sử dụng Thiên sứ của mình, Ain Soph Aur, để tỏa ra một trường năng lượng khổng lồ nhằm vô hiệu hóa quân đội Nibelcolle và làm mất khả năng chiến đấu của một số chiến binh của cả hai bên, bao gồm cả Okamine Mikie. Origami bảo Kusakabe hãy ẩn náu trong Fraxinus trong khi các Tinh linh tiếp tục giúp đỡ Shido. Trong khi đó, Woodman cố gắng giải thích với Ellen, người vẫn còn tức giận vì Woodman đã phản bội cô và Westcott, đồng thời mang theo em gái Karen của cô. Woodman thừa nhận anh không bao giờ muốn làm tổn thương tình cảm của bạn bè mình, nhưng khi xem Tinh linh Khởi nguyên lần đầu tiên, anh thấy mình không thể sử dụng cô để phục vụ mục tiêu của họ, và Karen tự nguyện đi theo anh. Bất chấp đã nỗ lực hết sức, Tohka, Kaguya và Yuzuru không thể xuyên thủng hàng rào phòng thủ của Mio, Mio đã giết Kaguya và lấy đi Sephira của cô, khiến Yuzuru vô cùng kinh hãi. Shido giải thích với các bạn cùng trường rằng Tohka và các Tinh linh đang gặp rắc rối, cần phải đến giúp họ, và các bạn của anh đồng ý đánh lạc hướng Giáo sư Okamine trong khi anh rời khỏi nơi trú ẩn và quay trở lại chiến trường. Anh thấy Westcott đã đợi sẵn và hắn chuẩn bị chiến đấu để xem ai thực sự xứng đáng có được sức mạnh của các Tinh linh. |                    | |                   |                |                                |                     |       |
| 52 | 6                  | "Ba vị pháp sư" Chuyển ngữ: "San'nin no Majutsu-shi" (tiếng Nhật: 三人の魔術師)                               | Hanagami Shōgo    | Shimo Fumihiko | Chigira Kōichi, Iwai Kōji      | 15 tháng 5 năm 2024 | [ 4 ] |
| Cách đây rất lâu, Westcott, Woodman, Ellen và Karen sống cùng nhau tại một ngôi làng hẻo lánh có nhiều pháp sư sinh sống. Khi Westcott còn nhỏ, mẹ hắn qua đời nhưng bản thân hắn không hề cảm thấy đau buồn. Thay vào đó, hắn lấy làm vui và từ đó nhận ra rằng hắn thích thú với nỗi đau khổ của người khác và cố che giấu những cảm xúc đen tối của mình. Ngôi làng của các pháp sư đã bị thiêu rụi bởi những người sợ sức mạnh của phép thuật, vì thế hắn đã thuyết phục bạn bè tham gia cùng hắn để tạo ra một thế giới đầy các pháp sư, cho rằng đây cách tốt nhất để trả thù cho làng của họ. Bạn bè của hắn đồng ý, trong đó Ellen và Karen muốn trả thù cho gia đình, còn Elliot nghĩ rằng xây dựng cộng đồng các pháp sư sẽ là cách tốt nhất để bảo vệ họ. Bốn pháp sư ẩn náu trong trại trẻ mồ côi của thành phố, cho đến khi Westcott được một cặp vợ chồng giàu có nhận nuôi ba năm sau đó. Cha mẹ của hắn qua đời trong một vụ tai nạn, có thể do chính hắn sắp đặt, vì hắn sẽ thừa kế tài sản của họ và sử dụng nó để tài trợ cho việc nghiên cứu phép thuật của mình. Với sự giúp đỡ từ các pháp sư khác, Isaac đã phát triển một "Công thức Tinh linh", một phương trình thần bí giúp tạo ra một thực thể từ phép thuật thuần túy, cho phép những người sáng tạo ra thực thể ấy viết lại các quy luật tự nhiên của thế giới và thực hiện ước mơ tạo ra một thế giới pháp sư. Thí nghiệm của họ nhằm tạo ra một thực thể như vậy đã gây ra trận không chấn đầu tiên trong lịch sử và sinh ra Takamiya Mio, Tinh linh Khởi Nguyên. Sau khi kết thúc câu chuyện của mình, Westcott xác nhận rằng hắn thực sự đã giết Takamiya Shinji, kiếp trước của Shido, và hy vọng rằng bằng cách giết anh một lần nữa, hắn sẽ có đủ sức mạnh để đối đầu Mio. Chán ghét sự tàn ác của Westcott, Shido chuẩn bị chiến đấu. Trong khi đó, Woodman đã đánh bại Ellen nhưng thay vì giết cô, anh chỉ phá hủy Realizer của cô và đánh cô bất tỉnh. Thật không may, Realizer của Woodman làm ảnh hưởng nghiêm trọng đến tuổi thọ của anh và anh chết trong tư thế quỳ gối, sau khi nhìn thấy sức mạnh của Mio lần cuối. Yuzuru, kinh hoàng trước cái chết của em gái mình, giận dữ tấn công Mio nhưng Mio nhanh chóng giết chết cô và lấy đi Sephira của cô. Origami, Yoshino, Mukuro và Mana đến để hỗ trợ Tohka, nhưng Mio đã mở rộng Ain Soph Aur để bao phủ phần lớn thành phố, tạo ra một không gian nhỏ nơi cô sẽ chiến đấu với các Tinh linh còn lại. Cô tiết lộ rằng công nghệ Territory do DEM phát triển chỉ là một bản sao không hoàn hảo của sức mạnh của chính cô và trong không gian nhỏ này, cô có thể điều khiển và thao túng thực tại. Cô thể hiện sức mạnh đó bằng cách đảo ngược và vô hiệu hóa các Tinh linh cũng như tấn công và khôi phục ký ức của Mana về kiếp trước của họ. Yoshino và Mukuro cố gắng vô hiệu hóa Mio, nhưng cô dễ dàng giết họ và lấy đi Sephira của họ. |                    | |                   |                |                                |                     |       |
| 53 | 7                  | "Cây thế giới rụng lá" Chuyển ngữ: "Seikaiju wa Rakuyō shi" (tiếng Nhật: 世界樹は落葉し)                      | Nagahama Norihiko | Shimo Fumihiko | Iwai Kōji                      | 22 tháng 5 năm 2024 | [ 4 ] |
| Lực lượng còn lại của AST trú ẩn tại tàu Fraxinus, nơi họ được Kotori tiếp nhận. Nhân dịp này, họ nhận ra Kannazuki là cựu thành viên và là phi công lành nghề nhất của AST, cũng như rất ngạc nhiên khi Kotori đã quản lý được anh ta bất chấp những trò hề của anh ta. Trong khi đó, Westcott sử dụng Nibelcolle để khuất phục Shido, nhưng anh được Miku và Natsmi giải cứu. Nhờ trí thông minh toàn tri của Beelzebub, Westcott dễ dàng né tránh các đòn tấn công của Shido, cho đến khi Shido đánh bại được hắn bằng cách sử dụng một đòn tấn công ngẫu hứng để gây bất ngờ cho hắn. Fraxinus phát động một cuộc tấn công vào Territory của Mio; Tohka và Origami sử dụng đòn tấn công này như một cách đánh lạc hướng để tấn công trực tiếp Mio nhưng Mio đã giết họ và lấy đi Sephira của họ. Sau đó Mio tiến tới đội Fraxinus, làm điều tương tự với Nia. Kotori hỏi Mio, liệu tình bạn của họ trong thời gian cô còn là Reine có phải là dối trá hay không. Mio trả lời rằng cô thực sự coi Kotori là bạn thân nhất của mình, nhưng sẵn sàng hy sinh mọi thứ để hồi sinh Shinji, do đó giết cô và lấy Sephira của cô. Westcott yêu cầu Shido giết hắn nhưng anh từ chối, cho đến khi Mio xuất hiện và giết Westcott, Miku và Tsumi, đồng thời lấy đi Sephira của họ. Sau khi đã thu thập được tất cả Sephira, Mio tiếp cận Shido, khẳng định rằng đã đến lúc anh tái sinh thành Shinji để họ có thể ở bên nhau mãi mãi. |                    | |                   |                |                                |                     |       |
| 54 | 8                  | "Đặt ngòn tay lên cò súng" Chuyển ngữ: "Hikigane ni Yubi o Kaketa no wa" (tiếng Nhật: 引き金に指を掛けたのは) | Arimoto Jirō      | Shimo Fumihiko | Nishikata Yasuto               | 29 tháng 5 năm 2024 | [ 4 ] |
| Sau khi có vẻ như đã chết dưới tay Mio, Tohka bị dịch chuyển đến khoảng không, nơi chỉ có phiên bản Nghịch thể của cô đồng hành với cô. Tohka nghịch thể nói với Tohka thường ngày rằng họ đang ở trong Mio và đó là điều chỉ có thể xảy ra với họ bởi vì họ, không giống như các Tinh linh khác, chưa từng là con người. Thay vào đó, họ vô tình được sinh ra khi Sephira của họ có ý chí riêng. Tohka nghịch thể nói rằng vẫn còn cách để Tohka quay trở lại thế giới cũ và giúp đỡ Shido, nhưng sự giúp đỡ đó sẽ rất ngắn ngủi và Mio chắc chắn sẽ giết họ lần nữa, nhưng Tohka không quan tâm, miễn là cô có thể cho Shido một cơ hội cuối cùng để cứu mọi người. Do đó, Tohka nghịch thể đồng ý giúp cô quay trở lại. Shido, bị mắc kẹt trong chiều không gian của Mio, mất ý chí chiến đấu khi biết rằng tất cả các Tinh linh đã chết và gần như để Mio xóa ký ức của mình trong nỗ lực hồi sinh Shinji, nhưng Tohka đã đến chiến trường và truyền cảm hứng cho Shido tiếp tục chiến đấu. Shido và Tohka làm Mio bị thương, Mio buộc phải kích hoạt Thiên sứ thứ hai của mình, Ain, để tiêu diệt hoàn toàn Tohka. Tuy nhiên, lần này Shido không còn để mất hy vọng, tiếp tục chiến đấu và bản sao cuối cùng còn sống sót của Kurumi đến để hỗ trợ anh. Cô tiết lộ rằng, trước khi chết, Kurumi nguyên bản đã gửi cô đến tương lai. Tuy nhiên, ngay cả Kurumi cuối cùng này cũng gục ngã trước Mio, nhưng sự hy sinh của cô đã khiến Shido hiểu được kế hoạch của Kurumi. Cô luôn biết rằng một mình cô sẽ không thể đánh bại Mio, vì vậy cô đã gửi bản sao của mình để giúp Shido phát hiện ra rằng anh đang sở hữu Zafkiel. Anh sử dụng công cụ này để du hành thời gian và quay trở lại vào đêm trước khi trận chiến với DEM bắt đầu. Cảm thấy nhẹ nhõm vì bạn bè của mình vẫn an toàn, Shido hứa sẽ đảm bảo rằng cái chết của họ sẽ không bao giờ xảy ra, nên đã ngỏ lời hẹn hò với Reine. |                    | |                   |                |                                |                     |       |
| 55 | 9                  | "Cuộc hẹn hò "lần thứ hai"" Chuyển ngữ: ""Futatabime" no Dēto" (tiếng Nhật: 『二度目』のデート)               | Watanabe Masahiko | Shimo Fumihiko | Saitō Tetsuhito                | 5 tháng 6 năm 2024  | [ 4 ] |
| Sau khi thuyết phục thành công Reine hẹn hò với mình, Shido đã nói cho Kotori tất cả sự thật và cô đồng ý giúp thực hiện kế hoạch của anh. Origami đã nghe lén họ và thông báo cho các tinh linh khác về tình hình, tất cả họ đều đồng ý giúp đỡ. Shido cũng nói với bản sao độc lập của Kurumi rằng Mio chắc hẳn đã ở bên trong Kurumi nguyên bản và nhờ cô thông báo cho Kurumi theo cách mà Mio không nhận thấy. Ngày hôm sau, Shido bắt đầu cuộc hẹn hò với Reine, được hỗ trợ bởi các tinh linh và phi hành đoàn Fraxinus, nhưng sử dụng một thiết bị khác trên xương đòn của mình để tránh việc Reine nghi ngờ anh. Anh đưa cô đến một khách sạn để cùng nhau thư giãn trong bồn tắm, Shido hỏi Reine về quá khứ của cô và Reine hỏi Shido về những ký ức của anh trước khi được gia đình Itsuka nhận nuôi. Shido tiết lộ anh hầu như không có ký ức về mẹ mình nhưng chắc chắn bà đã bỏ anh lại vì một lý do chính đáng và bà yêu anh. Trong khi đó, Westcott biết được những gì đã xảy ra trong tương lai nhờ Beelzebub và quyết định bắt đầu trận chiến giữa DEM với Ratatoskr trước thời hạn, lần này thực hiện các biện pháp bổ sung để đối phó không chỉ với Shido và bạn bè của anh mà còn với cả Mio. Shido tiếp tục cuộc hẹn hò với Reine bằng cách đưa cô đến bãi biển mà Mio và Shinji đã đến trong buổi hẹn hò của họ cách đây nhiều thập kỷ, điều này khiến Reine rất vui. |                    | |                   |                |                                |                     |       |
| 56 | 10                 | "Chiến trường bất khả thi" Chuyển ngữ: "Arienai Hazu no Senjō" (tiếng Nhật: あり得ないはずの戦場)             | Hanagami Shōgo    | Shimo Fumihiko | Matsuzono Hiroshi              | 12 tháng 6 năm 2024 | [ 4 ] |
| Shido đưa cảm xúc của Reine lên tối đa và hôn cô, nhưng không phong ấn được sức mạnh của cô, thay vào đó Reine thấy được ký ức của anh và biết chuyện xảy ra trong tương lai. Kurumi xuất hiện và đối mặt với Reine, và nửa còn lại của Mio xuất hiện từ cơ thể Kurumi. Tuy nhiên, trước khi chết, Kurumi sử dụng Zafkiel để trốn thoát, ngăn cản Mio lấy lại Sephira. Shido được cứu và đưa lên tàu Fraxinus trong khi hạm đội của DEM tấn công Mio. Khi Mio bận rộn chống trả, Westcott cử một số Bandersnatch xâm chiếm trường học của Shido và trụ sở AST, bắt họ làm con tin và yêu cầu Shido và Kotori đầu hàng, nhưng Mukuro đã sử dụng khả năng dịch chuyển tức thời của mình để đưa các tinh linh khác đến giải cứu bạn bè của họ. Ellen nhân cơ hội đó đột nhập vào Fraxinus, tấn công Shido và Kotori. Mana xuất hiện để bảo vệ họ và cả ba hợp lực chống lại Westcott, Ellen, Artemisia và Nibelcolle, nhưng bị kẻ thù áp đảo cho đến khi các bản sao của Kurumi xuất hiện trước mặt họ. |                    | |                   |                |                                |                     |       |
| 57 | 11                 | "Thiên đường tạm thời" Chuyển ngữ: "Kari Hajime no Rakuen" (tiếng Nhật: 仮初めの楽園)                         | Nakagawa Jun      | Shimo Fumihiko | Sano Takashi                   | 19 tháng 6 năm 2024 | [ 4 ] |
| Trong khi các bản sao của Kurumi đánh bại Nibelcolle, Kurumi tấn công Wescott, tách Beelzebub ra khỏi hắn, biến nó thành Ratziel và hấp thụ nó. Trong khi Ellen và Artemisia trốn thoát cùng Westcott đang bị thương, Kurumi tiết lộ với Shido rằng Kurumi trước mặt anh là một bản sao khác; Kurumi nguyên bản đã chuyển ký ức và Sephira của mình cho bản sao này, trước khi cô bị Mio giết. Mio xuất hiện trước Shido và các tinh linh và Shido đối mặt với cô, khẳng định rằng ngay cả khi cô xóa ký ức của anh và thay thế chúng bằng ký ức của Shinji, cô sẽ không bao giờ có thể hồi sinh hoàn toàn Shinji. Mio tấn công nhóm và Shido quyết định phong ấn Mio một lần nữa. Anh biết mình sẽ không thể thiết lập lại dòng thời gian bằng Zafkiel một lần nữa và Kurumi đồng ý với kế hoạch của anh bằng cách hôn anh và chuyển sức mạnh của Zafkiel và Raziel cho anh. Cuối cùng đã có được sức mạnh của cả 10 tinh linh, Shido tiếp cận Mio và hôn cô. Cả hai đều được bao bọc trong một quả cầu ánh sáng, nơi Shido tỉnh dậy trên một bãi biển được tạo ra từ ký ức của Mio. Ở đây, anh gặp Reine, Mio và Shinji. Khi cả bốn dành thời gian trong không gian bị giới hạn, Shido nhận ra rằng ý định thực sự của Mio không phải là tạo ra anh để thay thế Shinji mà thay vào đó là giết cô. Trong khi đó, bên ngoài quả cầu, Westcott tiếp cận các tinh linh và bắt đầu nghi thức biến thành một tinh linh khởi nguyên. |                    | |                   |                |                                |                     |       |
| 58 | 12                 | "Sự lựa chọn của cô ấy" Chuyển ngữ: "Soshite Kanojo ga Erabu no wa" (tiếng Nhật: そして彼女が選ぶのは)        | Arimoto Jirō      | Shimo Fumihiko | Nishikata Yasuto, Nakagawa Jun | 26 tháng 6 năm 2024 | [ 4 ] |
| Mio quyết định để Shido giết cô, nhưng Shido phản đối, anh quyết định phong ấn cô để cô có thể sống cùng anh và các tinh linh khác. Tuy nhiên, Westcott đã hoàn thành nghi thức biến mình thành một tinh linh khởi nguyên. Sau khi nói lời tạm biệt với Shinji và Reine, Shido và Mio hợp lực để chống lại Westcott. Westcott sử dụng các ma vương Belial và Athiel, những đối trọng phản diện tương ứng của Ain Soph và Ain Soph Aur, để cố gắng ngăn chặn Shido, nhưng Mio cho phép các tinh linh khác sử dụng được toàn bộ sức mạnh của họ. Mio và Shido hợp sức cùng với các tinh linh khác để tiêu diệt Westcott. Họ nhận được sự hỗ trợ từ MARIA, một AI có được cơ thể vật lý nhờ thiên sứ Raziel của Nia, giống như một đối trọng của các Nibelcole. Sử dụng từng thiên sứ của mình để phát động một cuộc tấn công toàn diện vào Westcott, họ cố gắng làm cơ thể hắn suy yếu đến mức mất kiểm soát sức mạnh. Mio tuyên bố cô yêu Shido, mặc dù không bằng Shinji, và sau đó hy sinh bản thân để ngăn chặn Westcott. Cô gặp được Shinji ở thế giới bên kia. Bị trọng thương, Westcott có cuộc gặp cuối cùng với Ellen, Elliot và Karen trước khi qua đời, trong khi Shido và các tinh linh thương tiếc cái chết của Mio. Một thời gian sau, Shido và Tohka hẹn hò cùng nhau trong khi các tinh linh khác trở lại cuộc sống bình thường của họ. |                    | |                   |                |                                |                     |       |